# Sinquisita-(Nd)
La sinquisita-(Nd) és un mineral de la classe dels carbonats, que pertany al grup de la sinquisita. Va rebre el seu nom per Gustav Flink del grec σύγχΰσις synchys, confusió, en al·lusió al fet que en un principi va ser confosa amb la parisita. El sufix "-(Nd)" va ser afegit per l'Associació Mineralògica Internacional a causa del predomini de neodimi en la composició.

## Característiques
La sinquisita-(Nd) és un carbonat de fórmula química CaNd(CO₃)₂F. És l'anàleg amb neodimi de la sinquisita-(Y) i la sinquisita-(Ce). Cristal·litza en el sistema ortoròmbic. Es troba en forma de cristalls aplanats, de menys d'un mil·límetre, en agregats radials o aplanats. La seva duresa a l'escala de Mohs és 4,5.
Segons la classificació de Nickel-Strunz, la sinquisita-(Nd) pertany a «05.BD: Carbonats amb anions addicionals, sense H₂O, amb elements de terres rares (REE)» juntament amb els següents minerals: cordilita-(Ce), lukechangita-(Ce), zhonghuacerita-(Ce), kukharenkoïta-(Ce), kukharenkoïta-(La), cebaïta-(Ce), cebaïta-(Nd), arisita-(Ce), arisita-(La), bastnäsita-(Ce), bastnäsita-(La), bastnäsita-(Y), hidroxilbastnäsita-(Ce), hidroxilbastnäsita-(Nd), hidroxilbastnäsita-(La), parisita-(Ce), parisita-(Nd), röntgenita-(Ce), sinquisita-(Ce), sinquisita-(Y), thorbastnäsita, bastnäsita-(Nd), horvathita-(Y), qaqarssukita-(Ce) i huanghoïta-(Ce).

## Formació i jaciments
És un mineral autigènic en ciment en pedra arenisca. També es troba farcint cavitats a la base dels dipòsits de bauxita en contacte amb la pedra calcària. Sol trobar-se associada a altres minerals com: florencita-(La), esfalerita, siderita, pirita, caolinita i quars. Va ser descoberta al mont Grebnik, a Klinë (Peć, Kosovo).